# 博爾希夫 (佩列梅什利亞內區)
49°39′41″N 24°35′55″E / 49.66139°N 24.59861°E

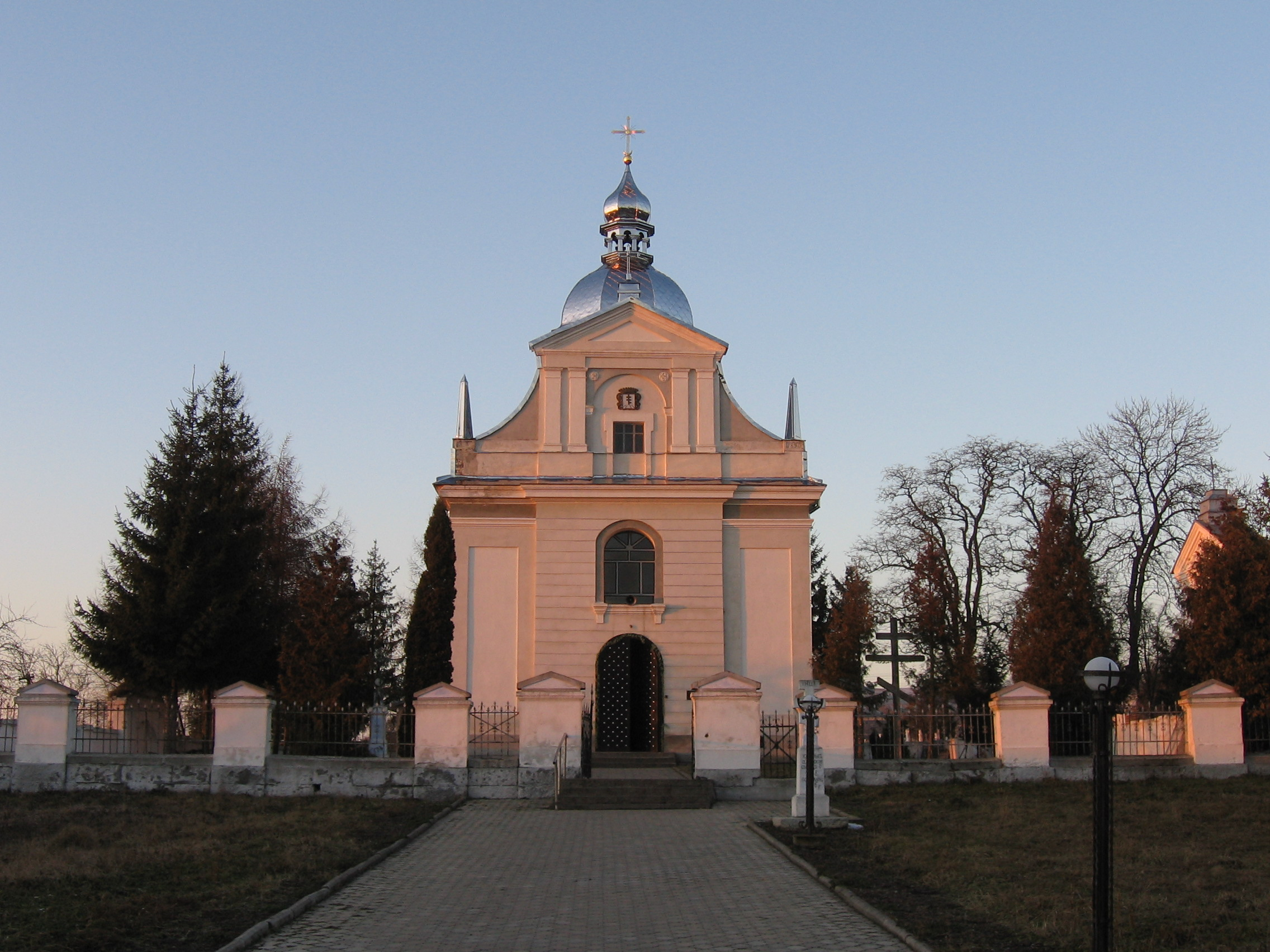

博爾希夫（烏克蘭語：Борщів），是烏克蘭西部的村莊，隸屬利維夫州的利維夫區。該村始建於1441年，面積3.67平方公里，2021年人口1,441，人口密度每平方公里392.64人。